# Červená dolina (Bielovodská dolina)
Červená dolina (polsky Dolina Czerwona) je jedno z dolních východních odvětví Bielovodské doliny, na jih od Lysé Poľany, v uzávěru pod hřebeny Holice a Holého briežku, dlouhé asi 2 km.

## Název
Vysvětluje se načervenalým podzimním zbarvením zdejšího lesa. Ve Vysokých Tatrách je ještě jedna Červená dolina. Tvoří ji severozápadní úval Doliny Zeleného plesa.

## Historie
Dolina byla v dřívějších dobách vyhledávaným pasteveckým terénem. Stáli tam salaše a seníky pastýřů z Jurgova. Patřila do javorinského panství a byla oblíbeným mysliveckým revírem. Od roku 1949 je součástí přísné přírodní rezervace TANAPu.